# Dettmar Cramer
Dettmar Cramer (n. 4 aprilie 1925, Dortmund, Republica de la Weimar – d. 17 septembrie 2015, Reit im Winkl, Bavaria, Germania) a fost un fotbalist și antrenor de fotbal german, sub conducerea căruia Bayern München a câștigat două Cupe Europene, în 1975 și 1976. Dettmar Cramer a fost considerat părintele fotbalului modern în Japonia și a fost decorat cu Ordinul Tezaurului Sacru clasa a III-a.

## Statistici antrenorat
La 6 mai 2012.
| Echipa              | Început           | Sfârșit           | Rezultate                | Rezultate                | Rezultate                | Rezultate                | Rezultate | Rezultate |
| Echipa              | Început           | Sfârșit           | M                        | V                        | R                        | Î                        | Rata %    |           |
| ------------------- | ----------------- | ----------------- | ------------------------ | ------------------------ | ------------------------ | ------------------------ | --------- | --------- |
| Hertha BSC          | 1 iulie 1974      | 9 iulie 1974      | 0                        | 0                        | 0                        | 0                        | —         |           |
| Statele Unite       | 1 august 1974     | 16 ianuarie 1975  | 2                        | 0                        | 0                        | 2                        | 0         |           |
| Bayern München      | 16 ianuarie 1975  | 27 noiembrie 1977 | 136                      | 63                       | 31                       | 42                       | 46,32     |           |
| Eintracht Frankfurt | 9 decembrie 1977  | 30 iunie 1978     | 23                       | 11                       | 3                        | 9                        | 47,83     |           |
| Arabia Saudită      | 3 septembrie 1978 | 1 decembrie 1980  | 17                       | 6                        | 6                        | 5                        | 35,29     |           |
| Al-Ittihad F.C.     | 3 septembrie 1978 | 1 decembrie 1980  | &&&&&&&&&&&&&&-1.1000000 | &&&&&&&&&&&&&&-1.1000000 | &&&&&&&&&&&&&&-1.1000000 | &&&&&&&&&&&&&&-1.1000000 | —         |           |
| Aris Thessaloniki   | 1 decembrie 1980  | 30 mai 1981       | &&&&&&&&&&&&&&-1.1000000 | &&&&&&&&&&&&&&-1.1000000 | &&&&&&&&&&&&&&-1.1000000 | &&&&&&&&&&&&&&-1.1000000 | —         |           |
| Bayer Leverkusen    | 1982              | 1985              | 108                      | 36                       | 30                       | 42                       | 33,33     |           |
| Total               | Total             | Total             | 286                      | 116                      | 70                       | 100                      | 40,56     |           |